# Jüdische Gemeinde Zeckendorf

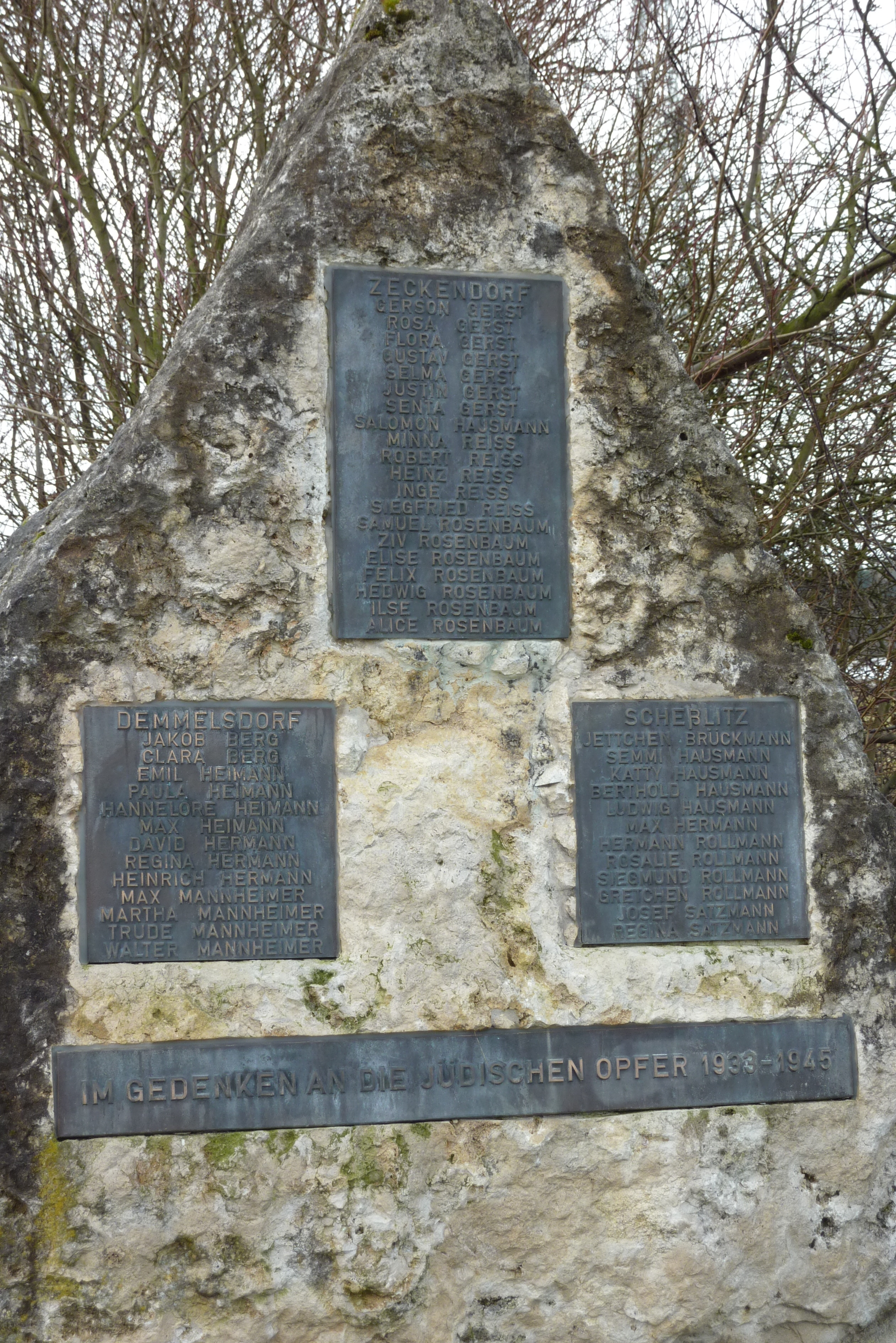
Gedenkstein für die ermordeten jüdischen Bürger aus Zeckendorf, Demmelsdorf und Scheßlitz

Eine jüdische Gemeinde in Zeckendorf, einem Stadtteil der Stadt Scheßlitz im Landkreis Bamberg im nördlichen Bayern, hat spätestens seit dem Ende des 16. Jahrhunderts bestanden.

## Geschichte
Die erste urkundliche Erwähnung der jüdischen Gemeinde in Zeckendorf ist von 1586. Die Juden waren Schutzjuden des Klosters Langheim und der Freiherren von Künsberg.
Da die jüdische Gemeinde in Zeckendorf sehr groß war, wurde 1644 der Sitz des Landesrabbinates für das Hochstift Bamberg von Bamberg nach Zeckendorf verlegt. Erster Landesrabbiner in Zeckendorf war von 1658 bis 1665 David Mosche Halevi. Die jüdische Gemeinde gehörte seit 1826 zum Distriktsrabbinat Bamberg.
Die jüdische Gemeinde Zeckendorf besaß eine Synagoge, eine Schule, ein rituelles Bad (Mikwe) und mit der jüdischen Gemeinde Demmelsdorf zusammen einen Friedhof. Es war ein Religionslehrer angestellt, der zugleich auch Vorbeter und Schächter war. Die jüdischen Familien lebten vor allem vom Vieh- und sonstigem Handel. In der Mitte des 19. Jahrhunderts übten sie auch folgende Handwerksberufe aus: Weber, Schneider, Schuster und Metzger.

## Gemeindeentwicklung
| Jahr | Gemeindemitglieder                          |
| ---- | ------------------------------------------- |
| 1658 | 30 Familien                                 |
| 1715 | 12 Familien                                 |
| 1810 | 134 Personen oder 48,6 % von 276 Einwohnern |
| 1837 | 166 Personen oder 58,2 % von 285 Einwohnern |
| 1852 | 133 Personen oder 43,6 % von 305 Einwohnern |
| 1867 | 79 Personen                                 |
| 1875 | 52 Personen oder 18,8 % von 277 Einwohnern  |
| 1900 | 50 Personen oder 17,7 % von 282 Einwohnern  |
| 1910 | 34 Personen                                 |
| 1933 | 22 Personen oder 9,4 % von 235 Einwohnern   |
| 1939 | 18 Personen                                 |

## Synagoge
Eine Betstube befand sich seit 1660 auf dem vom Kloster Langheim zur Verfügung gestellten Grundstück. 1723 wurde der Bau einer Synagoge begonnen, die nach dem Vorbild der Synagoge von Bamberg gebaut wurde. 1742 brannte diese Synagoge ab und eine neue wurde an anderer Stelle errichtet.
Im November 1936 wurden die Fenster der Synagoge von den Kindern des Dorfes eingeworfen. Beim Novemberpogrom 1938 wurde die Inneneinrichtung der Synagoge von SA-Männern zerstört und auf einem Feld verbrannt. 1939 wurde die Synagoge auf Anweisung des Landrats abgebrochen und an deren Stelle ein Garten angelegt.

## Nationalsozialistische Verfolgung
Nur wenige jüdische Bürger von Zeckendorf entschlossen sich nach 1933 zur Auswanderung. Am 25. April 1942 wurden die letzten ins Ghetto Izbica deportiert.
Das Gedenkbuch des Bundesarchivs verzeichnet 26 in Zeckendorf geborene jüdische Bürger, die dem Völkermord des nationalsozialistischen Regimes zum Opfer fielen.